# Turčiansky Peter
Turčiansky Peter – wieś (obec) na Słowacji położona w kraju żylińskim, w powiecie Martin.

## Położenie
Wieś leży ok. 5 km na południe od Martina, na lewym brzegu Turca, nad uchodzącym do tej rzeki Trzebostowskim Potokiem, na wysokości 415–450 m n.p.m.

## Historia
Turčiansky Peter jest jedną ze starszych wiosek w Kotlinie Turczańskiej. Pierwsze wzmianki o miejscowości pochodzą z roku 1309. W ubiegłych wiekach mieszkańcy zajmowali się rolnictwem oraz tzw. „olejkarstwem” – domowym wyrobem olejków roślinnych i różnych innych leczniczych specyfików.

## Ludność
Według danych z dnia 31 grudnia 2016, wieś zamieszkiwało 471 osób, w tym 241 kobiet i 230 mężczyzn.
W 2001 roku rozkład populacji względem narodowości i przynależności etnicznej wyglądał następująco:
- Słowacy – 96,87%
- Czesi – 0,31%
- Morawianie – 0,31%
- Węgrzy – 0,63%

## Zabytki
- Kościół katolicki z pierwszej ćwierci XIV w., wczesnogotycki. Usytuowany w górnej części wsi, na wzgórzu, w otoczeniu starych drzew. Częściowo przebudowany w 1940 r., zachował jednak wiele gotyckich detali architektonicznych oraz m.in. renesansowe sklepienie. Wyposażenie barokowe, głównie z XVIII w.
- Dwór (miejsc. kaštieľ) z przełomu XVI i XVII w., pierwotnie renesansowy, przebudowany w końcu XIX w.
- Dwór z końca XIX w., w stylu romantyzującym.

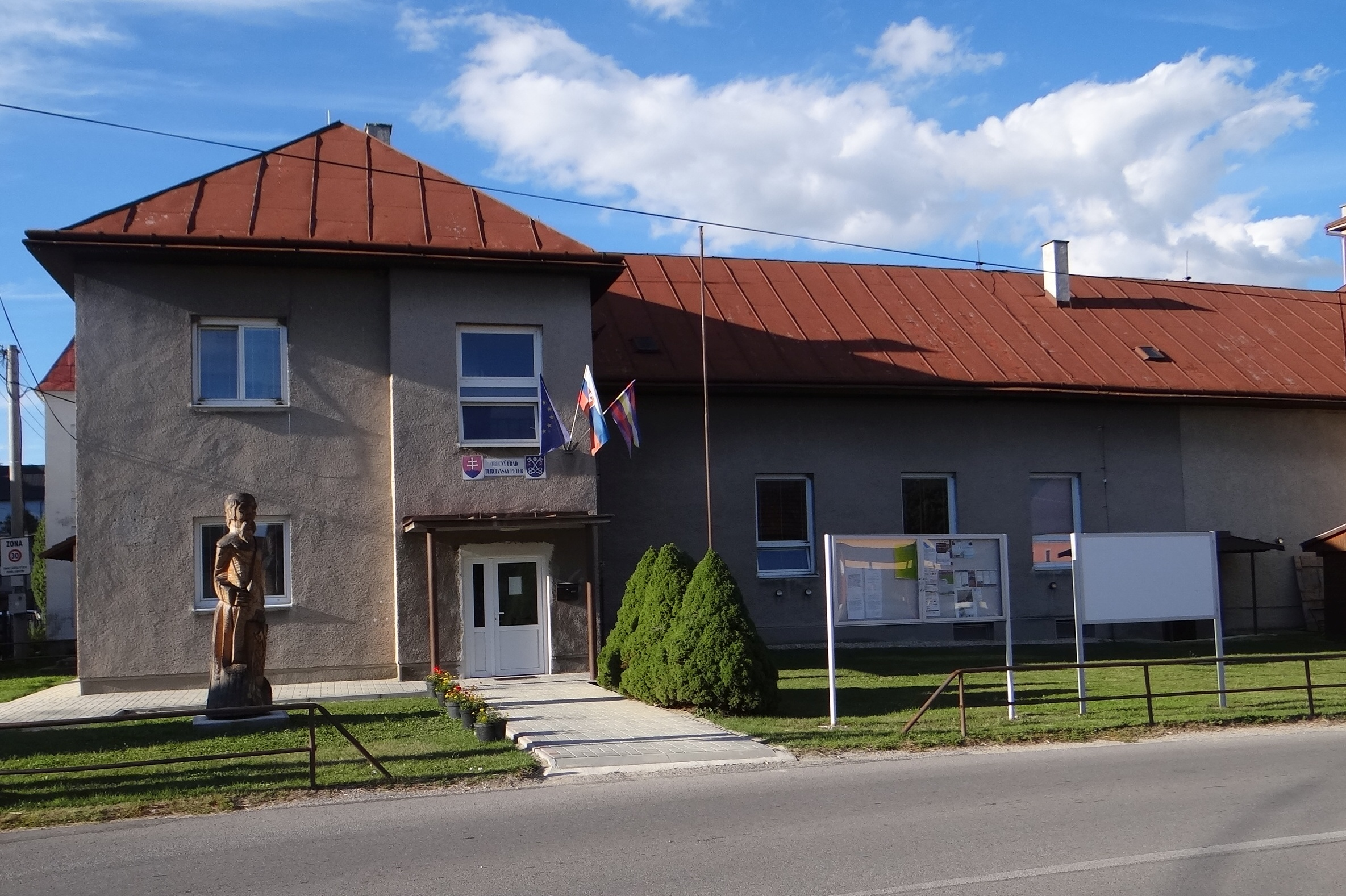
Urząd gminy
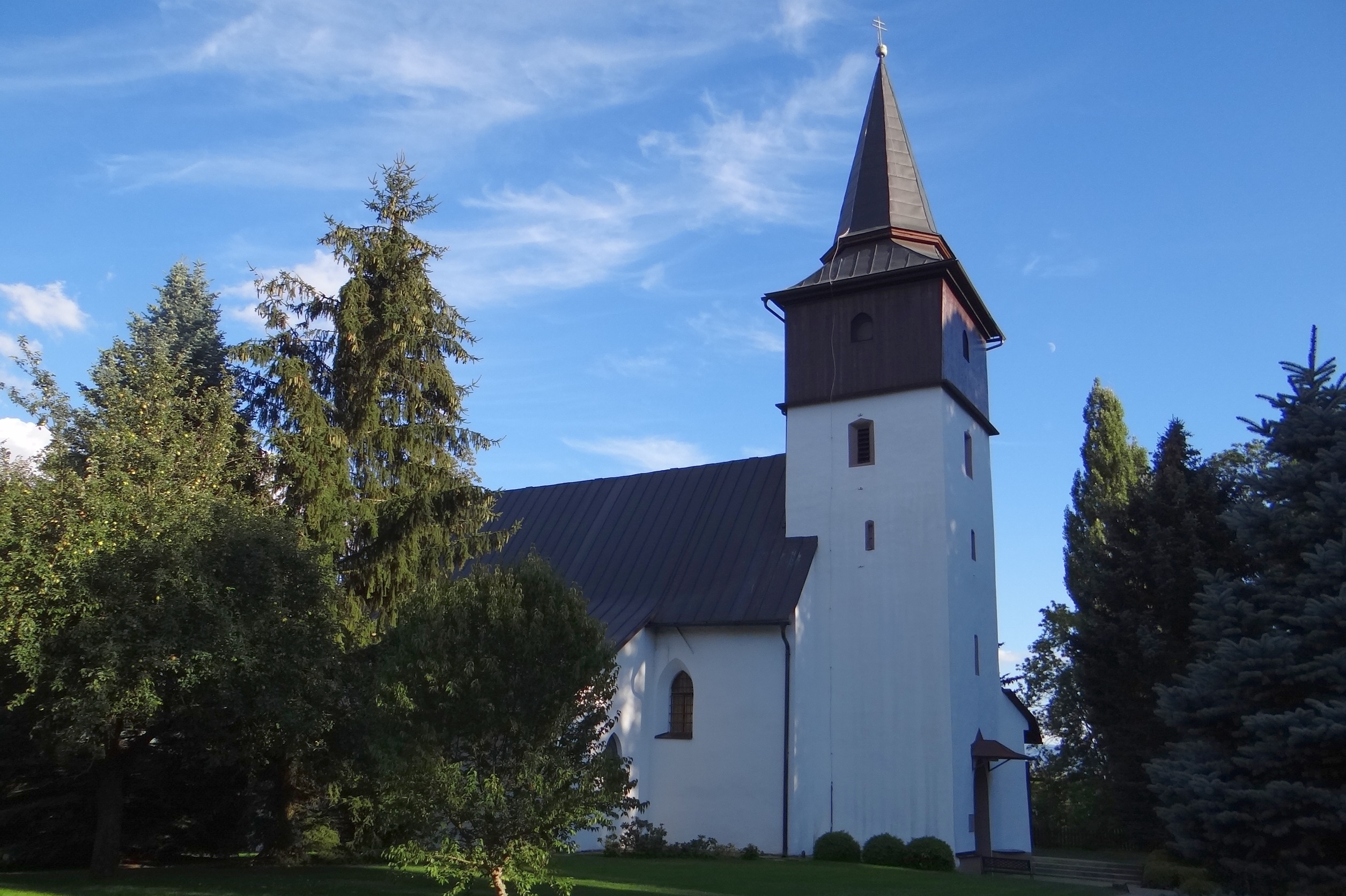
Kościół greckokatolicki
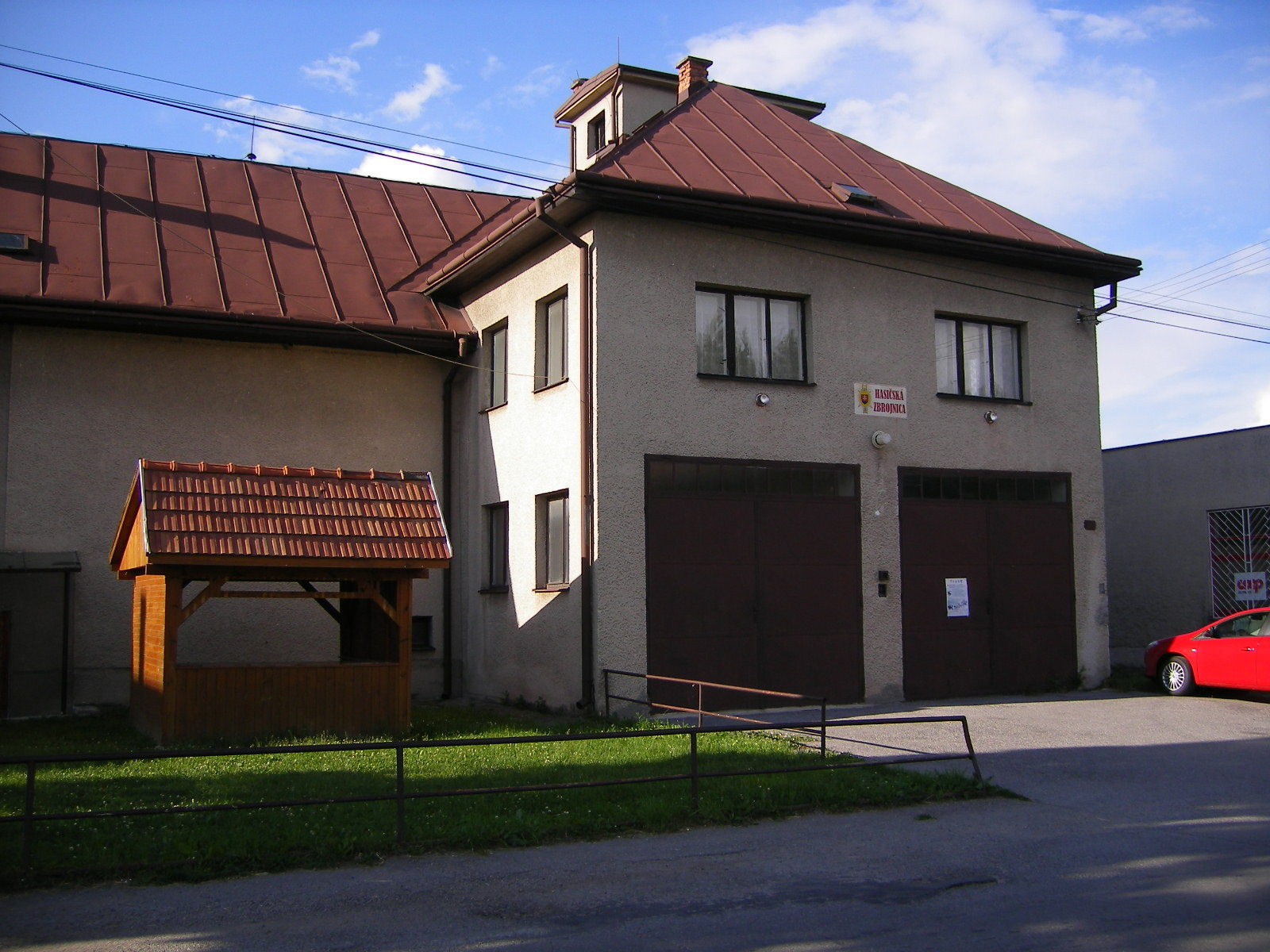
Remiza strażacka